# Strigno
Strigno là một đô thị ở tỉnh Trento ở vùng Trentino-Alto Adige/Südtirol của Ý, tọa lạc cách 30 km về phía đông của Trento. Tại thời điểm ngày 31 tháng 12 năm 2004, đô thị này có dân số 1.440 người và diện tích là 12,2 km².
Đô thị Strigno có các frazione (đơn vị trực thuộc) Tomaselli.
Strigno giáp các đô thị: Pieve Tesino, Scurelle, Bieno, Samone, Spera, Ivano-Fracena và Villa Agnedo.